# Sport aktuell (Schweiz)
Sport aktuell war eine tägliche Sportsendung von Schweizer Radio und Fernsehen, die in der Regel jeweils nach 22 Uhr auf SRF zwei (Montag bis Freitag) bzw. SRF 1 (Samstag) ausgestrahlt wurde. Sie berichtete über das aktuelle Sportgeschehen aus der Schweiz, aber auch aus dem Ausland. Einen hohen Stellenwert nahmen die Berichte über die nationale Fussball- und Eishockeyrunde ein. Aufgrund der COVID-19-Pandemie wurde die Sendung im Laufe des Jahres 2020 ausgesetzt und definitiv aus dem Programm gestrichen.

## Geschichte
Die Erstausstrahlung der Sendung erfolgte am 1. September 1997, Moderator der Erstausgabe war Thomas Aebischer. Unter den bekannteren Moderatoren waren Jann Billeter, Steffi Buchli, Monika Fasnacht, Annette Fetscherin, Matthias Hüppi, Paddy Kälin, Daniela Milanese, Sascha Ruefer, Rainer Maria Salzgeber und Lukas Studer.
Bei Übertragungen von Sportereignissen auf SRF zwei am Abend, zum Beispiel die Champions League, fiel normalerweise Sport aktuell aus. Sonntags wurde Sport aktuell generell nicht ausgestrahlt, dafür wurde um 18:30 auf SRF zwei das Sportpanorama ausgestrahlt und die Spätausgabe der Tagesschau auf SRF 1 enthielt einen ausgedehnten Sportteil.
Seit 2017 wird täglich um 20 Uhr die Sendung Sportflash auf SRF zwei ausgestrahlt, in der Kurznachrichten des Sports präsentiert werden.